# 1699 en science
| Années de la science : 1696 - 1697 - 1698 - 1699 - 1700 - 1701 - 1702    |
| Décennies de la science : 1660 - 1670 - 1680 - 1690 - 1700 - 1710 - 1720 |

Cet article présente les faits marquants de l'année 1699 en science.

## Événements
- 26 janvier : l’Académie des sciences de Paris reçoit ses statuts, rédigés par Jean-Paul Bignon. L’Académie ouvre solennellement dans ses locaux du Louvre le 29 janvier et le nouveau règlement est lu à l’Académie le 4 février[1].

- 28 janvier : Louis XIV nomme Malebranche Académicien honoraire (premier titulaire) à l'Académie Royale des Sciences de Paris[2].
- 4 mars : Guillaume Amontons est nommé élève astronome (premier titulaire) à l'académie Royale des Sciences de Paris[3] (élève de Le Fèbvre).
- Septembre-18 septembre 1700 : second voyage scientifique du HMS Paramour (en) sous le commandement d'Edmond Halley pour étudier la déclinaison magnétique terrestre en Atlantique ; il réalise de nombreuses mesures qui permettent à Halley de dresser une carte des lignes d'égale variation magnétique pour l'année 1700[4].

## Publications
- Edward Tyson : Orang-Outang, sive Homo Sylvestris: or, the Anatomy of a Pygmie Compared with that of a Monkey, an Ape, and a Man.

## Naissances

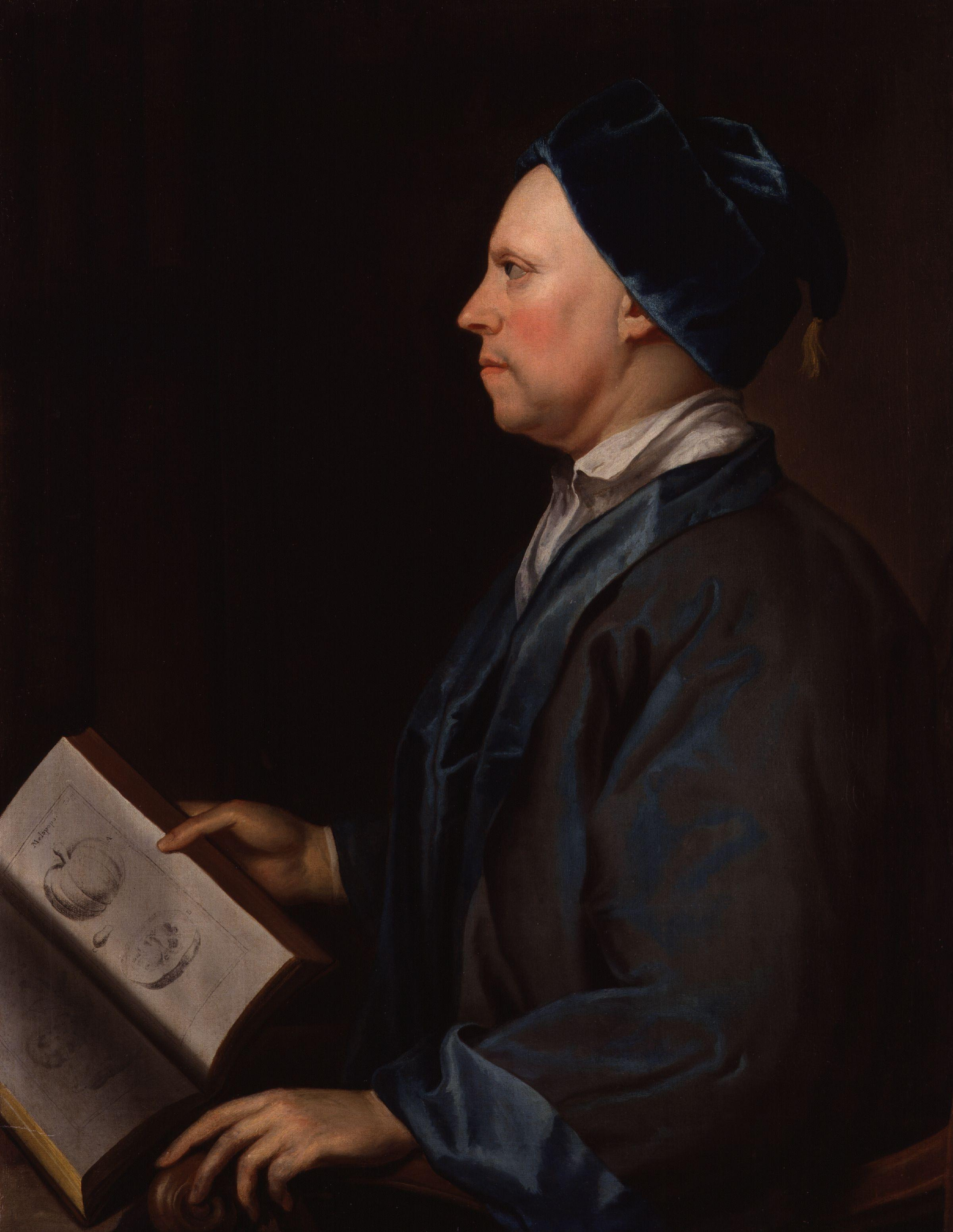
John Martyn

- 23 mars : John Bartram (mort en 1777), naturaliste et explorateur, considéré comme le "père de la botanique Américaine".
- 17 août : Bernard de Jussieu (mort en 1777), botaniste français.
- 23 août : Charles Étienne Louis Camus (mort en 1768), mathématicien et astronome français.
- 12 septembre : John Martyn (mort en 1768), botaniste anglais.

## Décès
- 20 mars : Erhard Weigel (né en 1625), mathématicien, astronome et philosophe allemand.
- 1er août : Andreas Spole (né en 1630), mathématicien suédois.